# Litovîșce, Brodî
Litovîșce (în ucraineană Літовище) este un sat în comuna Peneakî din raionul Brodî, regiunea Liov, Ucraina.

## Demografie
Componența lingvistică a localității Litovîșce
     Ucraineană (98,74%)
     Alte limbi (1,27%)
Conform recensământului din 2001, majoritatea populației localității Litovîșce era vorbitoare de ucraineană (98,74%), existând în minoritate și vorbitori de alte limbi.